# Kraaybeek

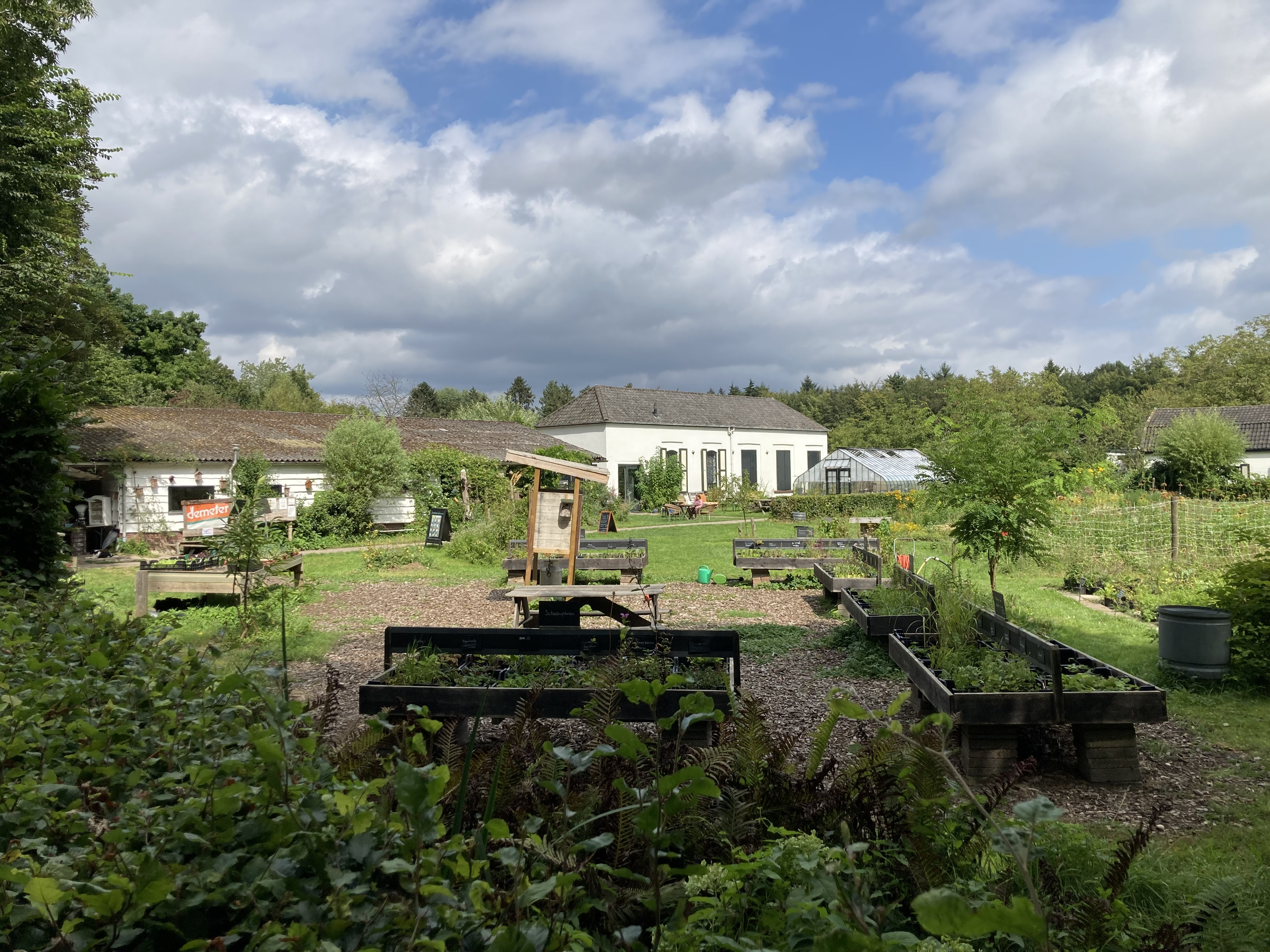
tuinen op landgoed Kraaybeek in 2024

Kraaybeek is een landgoed in Driebergen-Rijsenburg in de Nederlandse provincie Utrecht. 
Reeds in 1594 wordt de ligging van een boerenhofstede op deze plek aangegeven. De hofstede lag ten noorden van de huidige Hoofdstraat, tussen de Loolaan en de Diedrichslaan. Langs de boerderij liep het beekje met de naam Kraaibeek. Op een belastinglijst uit 1683 wordt ene Jochem Tonisse 'onder de Crayen' als bewoner genoemd. De boerderij werd later De Kraai genoemd.

## Negentiende eeuw
In 1835 liet Margaretha de Jongh, weduwe van Petrus van Oosthuyse de boerderij afbreken. Op de plek werd door architect Pieter Adams uit Delft een buitenhuis gebouwd met de naam Kraaybeek. Nadat zij er een aantal jaren had gewoond verviel de heerlijkheid Rijsenburg en de bijbehorende Kraayenhof via haar dochter Veronica aan haar kleinkind jonkheer Henricus Alfridus Adrianus van Rijckevorsel.
In 1855 werd de buitenplaats verkocht aan de Amsterdamse rentenier Johannes Gerken en zijn vrouw Eleonora Charlotte van Meurs. Als grootgrondbezitters bezaten zij naast Rijsenburg en de buitenplaats 'Pietersberg' ook gronden in Driebergen en Zeist/Austerlitz.
In 1864 verkocht de weduwe Gerken de buitenplaats aan de Amsterdamse uitgever, drukker en 'courantier' Pieter Arnold Diederichs. Zijn zoon Willem George Albrecht Diederichs liet het huis in het laatste kwart van de 19e eeuw met een verdieping verhogen. Ook werden erkers toegevoegd. 
Zijn zoon Willem George Albrecht Diederichs erfde in 1873 het landgoed. In 1901 liet Willem George bij testament een deel van het landgoed (meer dan 50 hectare) na aan de gemeente Rijsenburg. Hij deed dat met de bepaling dat er niet gebouwd mocht worden. Koper van het overgebleven huis en 12 hectare van het landgoed was jonkheer August Lewis John Melvill van Carnbee die er tot zijn dood in 1918 bleef wonen. Het landgoed bestond toen uit een heerenhuizinge met bijgebouw, koetshuis met stalling, orangerie, serres, veestalling, diverse woningen en verdere opstallen, bloem- en moestuinen, wei- en bouwlanden, terreinen van vermaak, waterpartijen, wegen, lanen en houtgewas.

## Twintigste eeuw
Nadat de villa in 1911 met een extra verdieping was verhoogd werd de buitenplaats in 1925 gekocht door ene Trance die het een jaar later alweer verkocht aan de nieuwe bewoners, Gijsbert J.A.A. baron van Heemstra en jonkvrouwe Maria de Beaufort uit Den Haag. 
Tussen 1933 tot 1938 was het landgoed eigendom van de Vereeniging Het Zonnehuis Beekbergen. De vereniging verpleegde er arme chronische zieken die door omstandigheden niet thuis konden worden verpleegd. Tot de Tweede wereldoorlog verschafte het ‘koloniehuis' onderdak aan Joodse kinderen, die door hun Duitse ouders naar het veiliger geachte Nederland waren gestuurd. Een deel van het terrein was toen ingericht als proef- en schooltuin, als voorbereiding op mogelijke vestiging van de Joodse families in Palestina. In de oorlog werden de terreinen en het buitenhuis gevorderd door Duitse militairen. De kinderen uit het huis werden toen overgebracht naar de Oostelijke Handelskade in Amsterdam.
Na de oorlog werd het huis nog een aantal maanden gebruikt door het Nederlandse leger. In 1946 werd het huis gehuurd door het bedrijf Babyreform in het huis, waarna het huis een particulier bejaardenoord werd. Na een brand op 12 januari 1970, waarbij zeven bewoners omkwamen werd in 1977 een wooncomplex met 79 zelfstandige seniorenwoningen gebouwd. Slechts twee palen van de inrit aan de Hoofdstraat herinneren aan het voormalige landgoed. Op het achterterrein staan nog het koetshuis/koetsierswoning en een oranjerie. 

## Kraaybeekerhof
Op het terrein van villa Kraaybeekerhof aan de Diederichslaan bevinden zich een negentiende-eeuwse kas met zacht groen gekleurd, geblazen glas. De vorm van de kas doet denken aan een ui. De 19e-eeuwse ijskelder wordt bewoond door vleermuizen. De tuinen op het landgoed worden sinds 1977 biodynamisch beheerd. In het vrij toegankelijke Kraaybekerhof bevinden zich een bloementuin, een bijentuin met bijenstal ook kruidentuinen en een groentetuin.

## Bewoners
- 1683 - Jochem Tonisse
- 1835 – 1847 Margaretha de Jongh
- 1847 – jonkheer Henricus Alfridus Adrianus van Rijckevorsel
- 1855 – 1861 Johannes Gerken x Eleonora Charlotte van Meurs
- 1861 – 1864 Eleonora Charlotte van Meurs
- 1864 – 1873 Pieter Arnold Diederichs
- 1873 – 1901 Willem George Albrecht Diederichs
- 1901 – 1918 jonkheer August Lewis John Melvill van Carnbee
- 1918 – 1924 weduwe Melvill van Carnbee
- 1925 – 1926 Trance
- 1926 – 1933 Gijsbert J.A.A. baron van Heemstra x Maria de Beaufort
- 1933 – 1938 Vereeniging Het Zonnehuis Beekbergen
- 1946 – 1972 Addick Land x Mien Bonte